# Битва при Ташкенте (1503)
Битва при Ташкенте (1503—1504)— вооружённое противостояние Казахского ханства и Бухарского ханства. Сражение происходило в районе города Ташкент (ныне на территории Узбекистана).

## Оценка источника
Единственным источником по этому событию является исторический роман XVII века - «Аламара-йе Шаха Исмаила». Американский крупный востоковед Роберт Макчесни писал: "Произведение, также опубликованное под названием «Аламара-йе Сафави», представляет собой исторический роман составленный в конце XVII века. Он основан на народной, вероятно, устной, традиции исторического повествования. Как исторический источник, «Аламара-йе Шаха Исмаила» следует рассматривать с большой осторожностью. Хронология, например, не имеет большого значения для структуры произведения. В книге описываются мифические, легендарные и идеологические качества сефевидского образца, а не объективная последовательность фактических событий.
В 2013 году историк-источниковед Атыгаева и его соавтор подчеркивали: «Разумеется, мы не утверждаем, что все сведения источника абсолютно достоверны, и в дальнейшем предстоит изучить степень их аутентичности, сравнив их с материалами других источников».

## Предыстория
До начала экспансии Шейбанидов в Среднюю Азию (Мавераннахр), Шейбани, увидев междоусобные войны Тимуридов в этом регионе, захотел покорить его. Однако достаточных сил для этого у него не было. По этой причине Мухаммед Шейбани попросил у Касым-хана военную помощь. Вот что говорится в источнике:

«При виде таких изменений в Туркистане (речь идет о междоусобной борьбе Тимуридов в Мавара-н-нахре) у Шахибек-хана родилось желание завоевать Туркистан, и он подал государю Дашт-и Кипчака Касым-хану такое прошение [ариза]:"Старшего [надо мной] хана и наместника Чингиз-хана уведомляю, что до сих пор солнце удачи потомков Чингиз-хана скрывалось за облачной завесой судьбы, однако теперь, слава Аллаху, кромешная ночь этой династии сменяется светлой зарей. И, если позволит Всевышний, светлые лучи солнца Чингиз-хана вновь взойдут на востоке, и мир вновь вызовет зависть Рая правлением этой династии. Известия о правителях Туркистана зародили во мне желание выступления [на Туркистан]. Обращаюсь к хану старшего хана и наместнику Чингиз-хана с просьбой проявить сочувствие и дать в помощь просителю двенадцать тысяч человек, чтобы они, вместе с войском, собравшимся в настоящее время под началом просителя, выступили на Самарканд, отобрали столицу у потомков амира Тимура, а оттуда направились в Андижан и изгнали оттуда Бабур-мирзу, сына ‘Умар-Шайха, с тем, чтобы вследствие похода старшего хана потомки Чингиз-хана вновь завладели наследственной короной и престолом"»
Желая достигнуть цели и получить поддержку, а также учитывая реальную силу Касым-хана, он вынужден был назвать казахского правителя «ханом старшего хана» (хан-и хан-и калан) или «более старшим ханом» (хан-и калантар). Важным аргументом для оказания помощи со стороны казахского хана Мухаммед Шейбани считал необходимость восстановления в Мавара’-н-нахре власти Чингизидов (к которым принадлежали и он сам, и Касым-хан), и ликвидации власти «узурпаторов» — Тимуридов. Он просит казахского хана дать ему воинов для похода в Мавара’-н-нахр против Тимуридов, чтобы «потомки Чингиз-хана вновь завладели наследственной короной и престолом».
Согласно источнику, «когда прошение Шахибек-хана достигло государя Дашт-и Кипчака Касым-хана, он согласился удовлетворить его и отправил на помощь [Шахибек-хану] столько воинов, сколько тот просил».
Но как только Мавераннахр был завоёван, Мухаммед Шейбани с лёгкостью забыл о своих обязательствах. Это было вполне характерным для него поведением. Мухаммед Хайдар отмечал, что Шейбани: 

«во всех вопросах, касающихся государства, всеми средствами не допускал небрежности и не придерживался твёрдо ни обещаний, ни договоров. Каждый раз, когда представлялся удобный случай захватить что-нибудь, он не упускал его. Если дело оборачивалось в его пользу — хорошо, а если оно не удавалось, он пылко извинялся и выставлял причины»
Раздосадованный, Касым-хан велел своему сыну Абулхаир-султану возглавить войско и захватить Ташкент. Шейбани в это время пытался овладеть Балхом. Почувствовав угрозу с севера, он был вынужден прервать кампанию и, во главе своей армии, выступил в сторону Ташкента, где состоялось сражение между Абулхаир-султаном и Шейбани-ханом.

## Силы сторон
Согласно персидскому источнику «Алам-ара-йи шах Исмаил»: 
- Степное войско (Казахское) составляло 80 тыс. чел.
- Узбекское войско под командованием Шейбани хана 60 тыс. чел.

## Ход битвы
Получив приказ своего отца, Касым-хана, Абулхаир-султан собрал армию и во главе войска выступил в сторону Ташкента. В отсутствие Шейбани-хана казахи быстро заняли Ташкент, где, возле охотничьих мест Афрасиаба, занялись охотой.
Шейбани-хан в это время продолжал свой поход и уже успел подойти к Самарканду, когда войско Абулхаира еще не появилось у его стен. Он поинтересовался, чем занят Абулхаир-султан. Приближённые сообщили ему: 

«Он охотится в охотничьих местах Афрасиаба». Посоветовавшись, Шейбани-хан сказал узбекским старейшинам: «Надо незаметно подойти к нему и наказать его»
Однако от Самарканда до Ташкента было сорок переходов. Шейбани-хан взял своё войско, вышел из Самарканда и приблизился к охотничьим угодьям. Абулхаир-султан и всё его войско были заняты охотой с ловчими птицами, как вдруг услышали звуки карнаев Шейбани-хана. Когда воины степного войска поняли, что происходит, Абулхаир-султан отдал приказ открыть стрельбу из луков. Всё степное войско разом пустило стрелы по узбекскому войску и убило сорок тысяч человек. Шейбани-хан стал спешно отступать.
Абулхаир бросился в погоню. Во время погони «ещё восемь тысяч узбекских воинов» были убиты. Однако и сам Абулхаир в том сражении был ранен стрелой в руку. Из-за ранения ему пришлось прекратить погоню и укрепиться в Ташкенте. Не зная об этом, Мухаммед Шейбани-хан бежал в Самарканд, опустошил его, а затем направился в Бухару, чтобы оттуда отступить в свою вотчину — Джайран.

## Итоги
- Победа степного войска и захвать Ташкента
- Отступление Узбекских войск во главе Шейбани хана